# Ștefăneștii de Jos
Ştefăneştii de Jos é uma comuna romena localizada no distrito de Ilfov, na região de Muntênia. A comuna possui uma área de 29.29 km² e sua população era de 4277 habitantes segundo o censo de 2007.